# Finale du Grand Prix ISU 2004-2005
Navigation
Édition précédente Édition suivante
La finale du Grand Prix ISU est la dernière épreuve qui conclut chaque année le Grand Prix international de patinage artistique organisé par l'International Skating Union. Elle accueille des patineurs amateurs de niveau senior dans quatre catégories: simple messieurs, simple dames, couple artistique et danse sur glace.
Pour la saison 2004/2005, la finale est organisée du 16 au 19 décembre 2004 au Palais omnisports de Pékin en Chine. Il s'agit de la 10e finale depuis la création du Grand Prix ISU en 1995.

## Qualifications
Seuls les patineurs qui atteignent l'âge de 14 ans au 1er juillet 2004 peuvent participer aux épreuves du Grand Prix ISU 2004/2005. Les épreuves de qualifications sont successivement :
- le Skate America du 21 au 24 octobre 2004 à Pittsburgh
- le Skate Canada du 28 au 31 octobre 2004 à Halifax
- le Trophée NHK du  4 au 7 novembre 2004 à Nagoya
- la Coupe de Chine du 11 au 14 novembre 2004 à Pékin
- le Trophée de France du 18 au 21 novembre 2004 à Paris
- la Coupe de Russie du 25 au 28 novembre 2004 à Moscou

Pour cette saison 2004/2005, les six meilleurs patineurs aux championnats du monde 2004 peuvent participer à trois grands-prix (mais seuls les points obtenus à deux grands-prix choisis préalablement comptent pour aller en finale). Les autres patinent pour un ou deux grands-prix. Les six patineurs qui ont obtenu le plus de points sont qualifiés pour la finale et les trois patineurs suivants sont remplaçants.
|             | Messieurs                     | Dames              | Couples                                | Danse sur glace                         |
| ----------- | ----------------------------- | ------------------ | -------------------------------------- | --------------------------------------- |
| 1           | Johnny Weir (Forfait)         | Irina Sloutskaïa   | Shen Xue / Zhao Hongbo                 | Tatiana Navka / Roman Kostomarov        |
| 2           | Brian Joubert                 | Shizuka Arakawa    | Maria Petrova / Aleksey Tikhonov       | Tanith Belbin / Benjamin Agosto         |
| 3           | Jeffrey Buttle                | Cynthia Phaneuf    | Zhang Dan / Zhang Hao                  | Albena Denkova / Maxim Staviski         |
| 4           | Emanuel Sandhu                | Joannie Rochette   | Pang Qing / Tong Jian                  | Galit Chait / Sergei Sakhnovski         |
| 5           | Ryan Jahnke                   | Miki Ando          | Julia Obertas / Sergei Slavnov         | Marie-France Dubreuil / Patrice Lauzon  |
| 6           | Li Chengjiang                 | Yoshie Onda        | Rena Inoue / John Baldwin              | Isabelle Delobel / Olivier Schoenfelder |
| Remplaçants |                               |                    |                                        |                                         |
| 1er         | Evgeni Plushenko (Remplaçant) | Angela Nikodinov   | Valérie Marcoux / Craig Buntin         | Federica Faiella / Massimo Scali        |
| 2e          | Zhang Min                     | Viktoria Volchkova | Ding Yang / Ren Zhongfei               | Megan Wing / Aaron Lowe                 |
| 3e          | Michael Weiss                 | Ielena Sokolova    | Viktoria Borzenkova / Andrei Chuvilaev | Oksana Domnina / Maksim Chabaline       |

## Résultats

### Messieurs
| Rang | Nom              | Pays       | Points | Programme court | Programme court | Programme libre | Programme libre |
| ---- | ---------------- | ---------- | ------ | --------------- | --------------- | --------------- | --------------- |
| 1    | Evgeni Plushenko | Russie     | 251.75 | 1               | 84.35           | 1               | 167.40          |
| 2    | Jeffrey Buttle   | Canada     | 216.65 | 2               | 76.45           | 2               | 140.20          |
| 3    | Li Chengjiang    | Russie     | 201.07 | 5               | 65.91           | 3               | 135.16          |
| 4    | Emanuel Sandhu   | Canada     | 195.90 | 3               | 75.60           | 5               | 120.30          |
| 5    | Brian Joubert    | France     | 193.64 | 4               | 67.30           | 4               | 126.34          |
| 6    | Ryan Jahnke      | États-Unis | 172.06 | 6               | 61.40           | 6               | 110.66          |

### Dames
| Rang | Nom              | Pays   | Points | Programme court | Programme court | Programme libre | Programme libre |
| ---- | ---------------- | ------ | ------ | --------------- | --------------- | --------------- | --------------- |
| 1    | Irina Sloutskaïa | Russie | 180.88 | 1               | 65.46           | 1               | 115.42          |
| 2    | Shizuka Arakawa  | Japon  | 160.24 | 2               | 64.10           | 4               | 96.14           |
| 3    | Joannie Rochette | Canada | 156.68 | 3               | 55.68           | 2               | 101.00          |
| 4    | Miki Ando        | Japon  | 151.10 | 5               | 51.06           | 3               | 100.04          |
| 5    | Yoshie Onda      | Japon  | 138.22 | 4               | 52.18           | 6               | 86.04           |
| 6    | Cynthia Phaneuf  | Canada | 134.06 | 6               | 42.96           | 5               | 91.10           |

### Couples
| Rang | Nom                              | Pays       | Points | Programme court | Programme court | Programme libre | Programme libre |
| ---- | -------------------------------- | ---------- | ------ | --------------- | --------------- | --------------- | --------------- |
| 1    | Shen Xue / Zhao Hongbo           | Chine      | 206.54 | 1               | 70.52           | 1               | 136.02          |
| 2    | Maria Petrova / Aleksey Tikhonov | Russie     | 187.32 | 2               | 67.42           | 2               | 119.90          |
| 3    | Pang Qing / Tong Jian            | Chine      | 173.66 | 4               | 60.34           | 3               | 113.32          |
| 4    | Julia Obertas / Sergei Slavnov   | Russie     | 173.28 | 3               | 60.64           | 5               | 112.64          |
| 5    | Zhang Dan / Zhang Hao            | Chine      | 172.50 | 5               | 59.28           | 4               | 113.22          |
| 6    | Rena Inoue / John Baldwin        | États-Unis | 155.72 | 6               | 52.42           | 6               | 103.30          |

### Danse sur glace
| Rang | Nom                                     | Pays       | Points | Danse originale | Danse originale | Danse libre | Danse libre |
| ---- | --------------------------------------- | ---------- | ------ | --------------- | --------------- | ----------- | ----------- |
| 1    | Tatiana Navka / Roman Kostomarov        | Russie     | 180.23 | 1               | 65.30           | 1           | 114.93      |
| 2    | Tanith Belbin / Benjamin Agosto         | États-Unis | 170.53 | 2               | 62.37           | 2           | 108.16      |
| 3    | Albena Denkova / Maxim Staviski         | Bulgarie   | 167.62 | 4               | 59.73           | 3           | 107.89      |
| 4    | Galit Chait / Sergei Sakhnovski         | Israël     | 166.79 | 3               | 60.33           | 4           | 106.46      |
| 5    | Marie-France Dubreuil / Patrice Lauzon  | Canada     | 159.65 | 5               | 58.06           | 6           | 101.59      |
| 6    | Isabelle Delobel / Olivier Schoenfelder | France     | 159.38 | 6               | 55.95           | 5           | 103.43      |

## Sources
- (en) Résultats de la finale 2004/2005 du Grand Prix ISU sur le site de l'ISU
- Patinage Magazine N°95 (Hiver 2004/2005)